# トニー・フェルナンデス (実業家)
トニー・フェルナンデス（英:Anthony Francis "Tony" Fernandes, CBE、1964年4月30日 -）は、マレーシアの企業家。東南アジア地区を中心にアジアを網羅している格安航空会社「エアアジア・グループ」の最高経営責任者（CEO）。2011年、大英帝国勲章を受勲。

## 生い立ちと経歴
1964年4月30日、マレーシアのクアラルンプールでインド（ゴア人）系アメリカ人の父親と、マラッカのマレー系ポルトガル人の母親の間に生まれる。幼い頃はビジネスウーマンであった母親に連れられ、タッパーウェア社のディーラーのパーティーや集会に顔を出していた。
地元の英国系教育機関「ザ・アリススミス・スクール」で教育を受け、英留学して1977年から1983年まで本校の「エプソム・カレッジ（Epsom College）」で学び、「ロンドン・スクール・オブ・エコノミクス」に進学して1987年に卒業する。その後は短期間、ヴァージン・アトランティック航空で監査役（Auditor）として働いた。
マレーシアに帰国後、ワーナーミュージックマレーシア社（Warner Music (Malaysia) Sdn Bhd）で、史上最も若いマネージング・ディレクターとなった。
1992年から2001年まで、ワーナーミュージックグループの東南アジア地区担当副社長を務めたものの、ワーナーミュージックの親会社・タイム・ワーナーがAOLとの合併を発表後、格安航空会社（LCC）設立の夢を追い、退職した。
2001年10月、当時のマレーシアの首相マハティール・ビン・モハマドから、地元の航空会社・エアアジアの買収を進言された。当時のエアアジアは、マレーシア政府系の重工業会社DRB-ハイコムの傘下に入っており、ボーイング737-300を2機所有していたが、業績の低迷により1100万USドル（以下ドル）の負債を抱え、経営破綻状態に陥っていた。
マハティールが同社の存続を望んでいたことから、進言を受けたトニーは貯蓄をはたき、持ち家を抵当に入れた上で、1リンギット (約30円/26セント))で買収した。
ちょうどアメリカ同時多発テロ事件の起きた直後であり、航空業界にとっては最悪の時期であった。誰もがエアアジアの経営破綻を予言し、トニーを「クレイジー」と思っていた。しかし、事業継続1年後、エアアジアはすべての負債を完済した。飛行機のリース料は40 %も下がっていて、また他の航空会社が行ったレイオフにより、経験者の採用が容易であった。トニーはのちに「買収のタイミングはパーフェクトだった」と語った。
2007年には、クアラルンプールに最初の格安ホテルチェーンのチューン・ホテルズを開業させ、今後マレーシアや東南アジアを中心に店舗網を拡大する計画である。

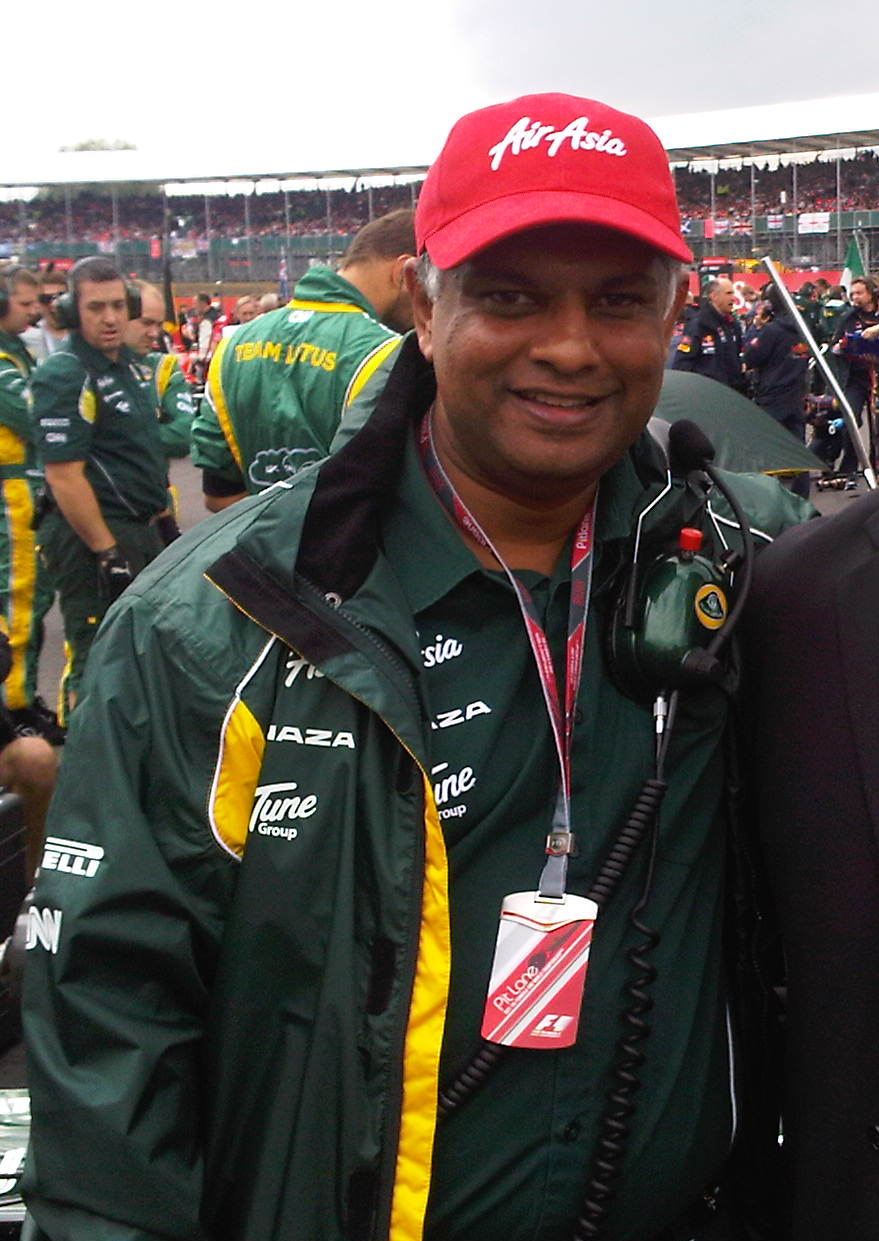
F1オーナー時代（2011年）

また、2010年のF1世界選手権よりF1に参入した「ロータス・レーシング（現：ケータハムF1チーム）」のチーム代表も務める。
F1の2010年シーズン開始前、トニーは今シーズンの目標は同じくこの年からF1に参入するヴァージン・レーシングより上位でシーズンを終える事であり、それが出来なければ引退し自殺するとコメントした。これに対し、ヴァージン・レーシングのボスであり、航空会社であるヴァージン・アトランティック航空などを経営するリチャード・ブランソンは、コンストラクターズランキングで負けたほうが勝ったチーム側の航空会社のスチュワーデスの制服を着るとの賭けをトニーに提案した。結局この賭けはブランソンの負けとなり、トニーからエアアジアの制服が支給された。
2010年5月に航空業界での功績が認められレジオンドヌール勲章（階級はオフィシエ）を、2011年2月には「英国とマレーシアを航空業界を通じて密接に結び付けた功績」により大英帝国勲章（第3位のコマンダー）を受勲した。
2011年8月、サッカー・イングランド・プレミアリーグのクイーンズ・パーク・レンジャーズの株式の66 %を取得、事実上チームを買収した。
2014年7月、不振の続くF1チームに見切りをつけ、チームを売却した。
2017年12月、著書“Flying High: My Story”を刊行した。
2018年9月、日本語版『フライング・ハイ ——エアアジア、F1、プレミアリーグ』刊行。